# Pherecydes van Syros

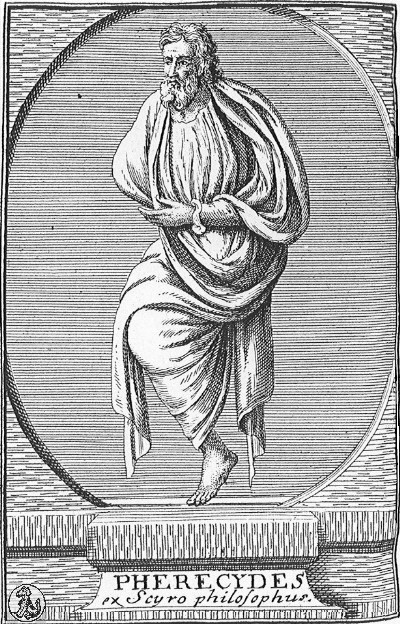
Gefantaseerde afbeelding van Pherecydes van Syros

Pherecydes van Syros (Oudgrieks: Φερεκύδης, Ferekydēs) was een filosoof, mythograaf, etymoloog en kosmoloog uit de 6e eeuw v.Chr., afkomstig van het Griekse eiland Syros. Over zijn leven en dood is weinig bekend. Volgens sommige bronnen was hij een leerling van de filosoof Pittacus, de leraar van Pythagoras en een bereisde autodidact die geheime Fenicische boeken had bestudeerd. Hij zou wonderen hebben verricht, gestorven zijn aan vlektyfus en op Delos begraven zijn door Pythagoras.
Sommigen rekenen Pherecydes tot de Zeven Wijzen. Aristoteles beschouwde hem als een van de vroegste denkers die afstand deden van de traditionele mythologie om tot een systematische verklaring van de wereld te komen. Dat deed hij – als eerste – in proza, maar van dit werk, de Heptamychos, is nagenoeg niets bewaard gebleven. Uit testimonia en fragmenten blijkt dat Pherecydes in reïncarnatie geloofde en dat hij een unieke (allegorische) kosmogonie bedacht. Die vertoont overeenkomsten met Midden-Oosterse mythologie, maar ook met het orfisme, dat hij mogelijk beïnvloedde.
In de kosmogonie zijn er eerst de eeuwige Chronos (Tijd), vormloze Chthoniê (Aarde) en Zas (Zeus). Chronos schept met zijn zaad de elementen en andere goden in holtes binnen de aarde. Later verslaat hij de draak Ophioneus in een strijd om de opperheerschappij. Dan trouwt Zas met Chthoniê, die vervolgens de herkenbare aarde (Gê) wordt met bossen en bergen. Chronos trekt zich als schepper terug uit de wereld, waarna Zas hem opvolgt als heerser en alle wezens hun plaats toekent in de schepping.

## Leven
Over de identiteit van Pherecydes bestond in de oudheid onduidelijkheid omdat er twee auteurs met die naam waren die beiden over mythologie schreven: Pherecydes van Syros en Pherecydes van Athene (of Leros). De laatstgenoemde wordt doorgaans in de 5e eeuw v.Chr. geplaatst. Vaak nemen onderzoekers aan dat het om twee verschillende personen gaat. Over Pherecydes van Syros en zijn werk zijn zo'n honderdtachtig testimonia en een paar citaten bewaard gebleven in klassieke bronnen. Meestal voegen die inhoudelijk weinig toe. Honderdveertig fragmenten zijn scholia (commentaar in de marges van handschriften). Die zijn dikwijls uitgebreider dan de vermeldingen bij auteurs als Strabo, Plutarchus en Athenaeus. Hellenistische en Romeinse mythografen zoals pseudo-Apollodorus en Hyginus vermelden hem wel, maar vaak niet in detail.

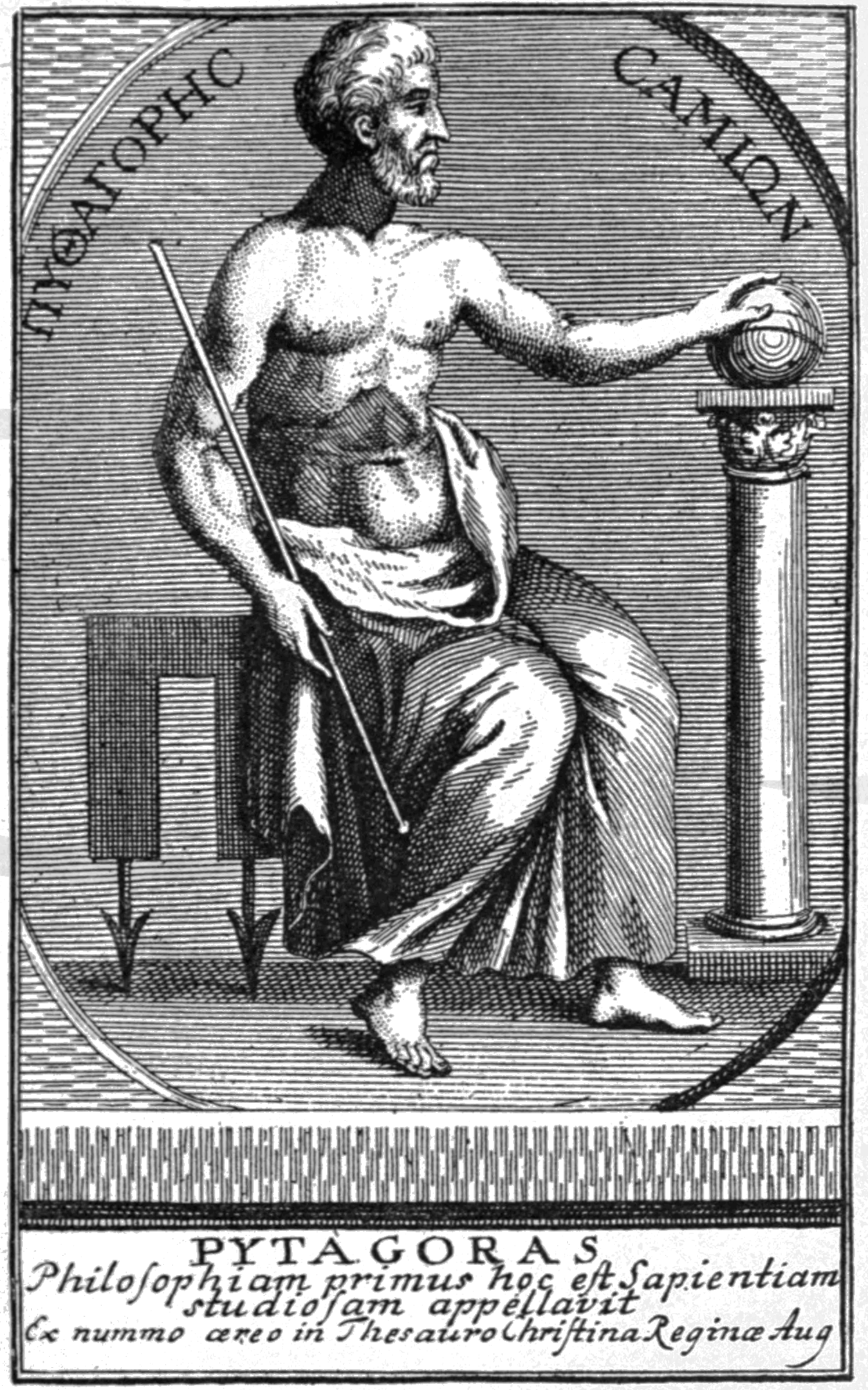
Gefantaseerde afbeelding van Pythagoras. Hij zou de leerling geweest zijn van Pherecydes. Volgens een traditie verzorgde hij hem tijdens zijn ziekte tot aan zijn dood, waarna hij hem begroef op Delos.

Over Pherecydes' leven is bijna niets met zekerheid bekend. De meeste biografische informatie is waarschijnlijk fictief, maar de onduidelijkheid en tegenstrijdigheden suggereren dat in de hellenistische tijd niet langer betrouwbare biografische gegevens beschikbaar waren.
Zijn vader was Babys, die vermoedelijk uit zuidelijk Anatolië kwam. Pherecydes leefde halverwege de 6e eeuw v.Chr. Klassieke bronnen verschillen echter over de jaartallen. Hij zou geboren zijn tijdens het bewind van koning Alyattes in Lydië (circa 605-560 v.Chr.) en was een tijdgenoot van de Zeven Wijzen in de vroege 6e eeuw, of van Cyrus in de tweede helft van diezelfde eeuw, of zijn bloeitijd lag rond de negenvijftigste olympiade (544-541 v.Chr.). Volgens een andere bron was hij een generatie jonger dan de filosoof Thales (624-545 v.Chr.) en dus een oudere tijdgenoot van de presocraat Anaximander.
De datering van Pherecydes als een oudere tijdgenoot van Anaximander past bij de pythagoreïsche traditie waarin Pherecydes als leermeester geldt van Pythagoras. Heraclitus verwees tegen 500 v.Chr. naar Pythagoras' studies en 'veelweterij', en omdat in de 6e eeuw niet veel prozatraktaten bestonden, nam Pythagoras mogelijk kennis van Pherecydes' werk en nam hij het idee van reïncarnatie over. De historiciteit van de connectie tussen beiden is echter bediscussieerd, omdat hun filosofieën verder geen verwantschap vertonen, en omdat Pythagoras in de loop der tijd allerlei leermeesters kreeg toegedicht. Aristoteles stelde in de 4e eeuw v.Chr. niettemin dat beiden bevriend waren, en het verhaal over hun vriendschap stamt zeker uit de 5e eeuw v.Chr. Dat beide filosofen elkaar ooit hebben ontmoet wordt aangenomen.
Volgens de doxograaf Diogenes Laërtius zou Pherecydes onderwezen zijn door Pittacus, maar volgens de Suda onderwees hij zichzelf nadat hij de hand wist te leggen op 'de geheime boeken van de Feniciërs'. Dit wijst erop dat in de late oudheid geen leermeester meer bij naam bekend was. Pherecydes werd aangeduid als 'wijze' (sophos), maar alleen Servius noemt hem een filosoof (philosophus). Aristoteles plaatst hem tussen theologen en filosofen in, omdat hij zich niet meer volledig mythisch uitdrukte in zijn onderzoek.
Pherecydes was volgens een brief van pseudo-Thales 'honkvast', maar volgens andere bronnen reisde hij door het Griekse cultuurgebied, met bestemmingen als Delphi, de Peloponnesus, Efeze en Samos. Samos is niet onwaarschijnlijk, omdat daar het beroemde Heraion stond. Volgens Flavius Josephus en Byzantijnse schrijvers zou Pherecydes tevens een reis hebben gemaakt naar Egypte. Zo'n reis is echter een topos dat ook deel uitmaakt van andere filosofenbiografieën.

### Wonderbaarlijkheden
Aan Pherecydes werden diverse wonderbaarlijkheden toegeschreven. Hij zou bijvoorbeeld op Syros een voorspelling hebben gedaan over een aardbeving na het drinken van water uit een put. Wandelend op het strand van Samos voorspelde hij het vergaan van een voorbijvarend schip, dat vervolgens zonk. In Messene waarschuwde hij zijn vriend Perilaüs dat de stad veroverd zou worden. Tot slot zou Heracles hem in een droom hebben opgedragen om tegen de Spartanen te zeggen dat zij geen waarde moesten hechten aan zilver of goud, en diezelfde nacht zou Heracles de koning van Sparta in zijn slaap gezegd hebben naar Pherecydes te luisteren. Die wonderen werden echter ook aan Pythagoras of Epimenides toegeschreven.
Volgens Apollonius de Paradoxograaf deed Pythagoras Pherecydes na in zijn 'wonderwerken'. De verwarring bij latere auteurs over het toeschrijven van de wonderwerken is misschien terug te leiden tot het gedicht van Ion van Chios (5e eeuw v.Chr.):
'Zo blonk hij [Pherecydes] uit in mannenmoed en waardigheid,
Ook dood is het leven voor zijn ziel een feest.
Indien althans Pythagoras, de wijze, echt
Het denken kende van alle mensen en dat doorhad.'
Hieruit kon men een vriendschap tussen beide mannen afleiden, waardoor verhalen over de een bij de ander konden gaan horen.

### Dood
Volgens één verhaal zou Pherecydes zijn gedood en gevild als offer door de Spartanen, en bewaarde hun koning de huid uit respect voor Pherecydes' wijsheid. Hetzelfde verhaal werd echter ook verteld over Epimenides. Diogenes Laërtius geeft andere verhalen. De filosoof zou omgekomen zijn bij de strijd tussen Efeziërs en Magnesiërs, of hij zou naar Delphi gegaan zijn om zich van de berg Corycus te werpen, of hij zou bezweken zijn aan vlektyfus ('luizenziekte'). Volgens Aelianus was die ziekte een straf voor zijn goddeloosheid. Dat laatste verhaal was al bekend bij Aristoteles en kan ontstaan zijn door het idee dat wijze mannen zich niet om lichamelijke verzorging bekommerden.
Andere verhalen verbinden Pherecydes' dood met Pythagoras. Toen laatstgenoemde nog op Samos woonde, zou hij Pherecydes op Delos bezocht en later begraven hebben. Een vroege variant hierop plaatst deze gebeurtenis later in Pythagoras' leven, toen hij in Croton woonde. Zijn bezoek aan de zieke man verklaarde zijn afwezigheid tijdens de opstand van Cylon in die stad. Deze verhalen zijn wellicht voortgekomen uit het verhaal dat Pythagoras een leerling was.
Volgens Diogenes Laërtius luidde Pherecydes' grafschrift als volgt: 'In mij is alle wijsheid bij elkaar; indien er grotere wijsheid is, zeg dat die bij mijn vriend Pythagoras te vinden is omdat hij de eerste van alle Grieken is; ik lieg met deze woorden niet.'

## Gedachtegoed

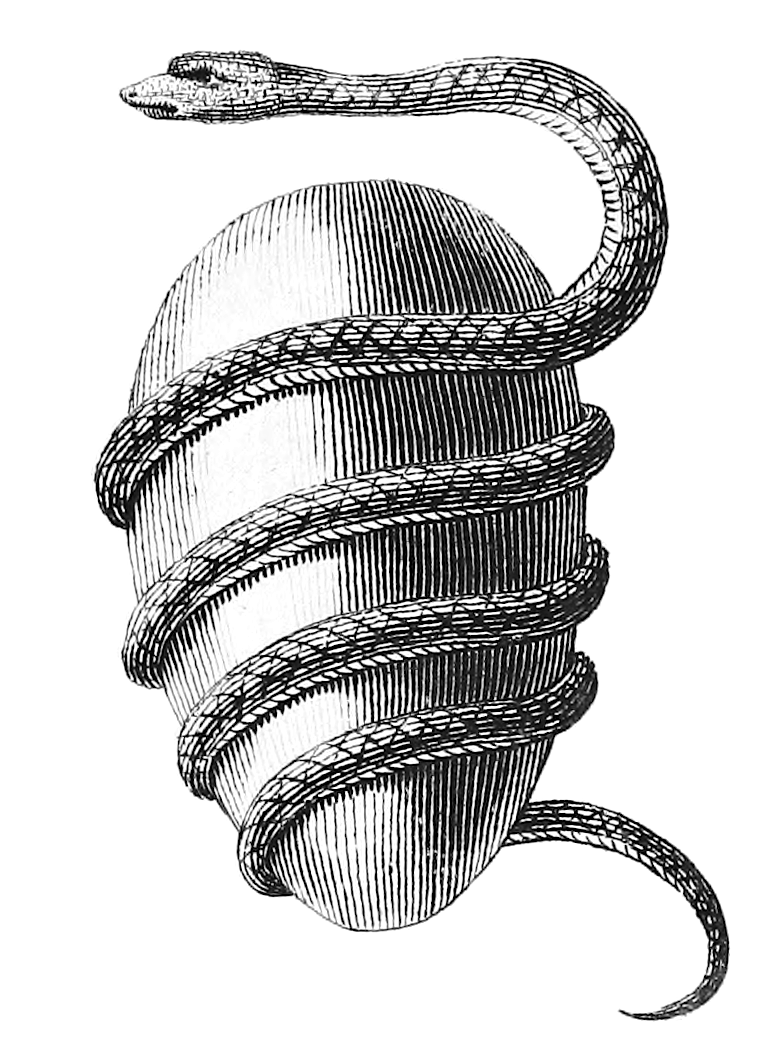
Het orfische ei met de oerslang volgens de orfische theogonieën. Volgens Apollonius van Rhodos (Argonautica, I, 503) waren de slangengod Ophion en zijn vrouw Eurynome de eerste vorsten.

Van Pherecydes' wetenschappelijke, theologische en filosofische activiteiten is weinig bekend. Hij zou vertrouwd zijn geweest met orfische dichtwerken, geloofd hebben in reïncarnatie en astronomisch onderzoek hebben gedaan. Diogenes Laërtius vermeldde dat op Syros nog altijd Pherecydes' zonnewijzer (gnomon) bestond. De historiciteit van dit alles is echter discutabel. Het staat wel vast dat Pherecydes de Heptamychos schreef, dat een kosmogonie (verklarend model voor het ontstaan van het universum) en een theogonie (verklarend model voor de goden) bevatte. Dit werk brak met de poëtische en theologische traditie en vertoont oosterse invloeden.

### Reïncarnatie en het orfisme
Tussen Pherecydes, Pythagoras en het orfisme, een mysteriecultus, bestaan enkele verbanden die al door klassieke auteurs werden gelegd. Pythagoras en orfici geloofden in reïncarnatie (metempsychosis), een begrip dat afkomstig is uit India. Wellicht beschouwde Pherecydes de ziel minstens als onsterfelijk deel van de lucht of ether. Cicero schreef niettemin dat Pherecydes de eerste in Griekenland was met reïncarnatie als leerstelling. Mogelijk was het echter een leerstelling van Pythagoras, niet van Pherecydes, en zijn de ideeën van de twee in latere tijd met elkaar verward. Toch is er een kort fragment waarin Pherecydes het heeft over ambrozijn (godendrank) van de maan. Die voorstelling heeft parallellen in Indiase teksten. Daar is de maan een vat waaruit de goden soma (godendrank) drinken en is ze belangrijk in de reïncarnatietheorie als bewaker van de hemel.
Vier tekstfragmenten verbinden Pherecydes met reïncarnatie. De christen Apponius vermeldde Pherecydes' geloof in zielsverhuizing in zijn betoog tegen moord en executies omdat een goed leven beloond en een slecht leven bestraft wordt in het hiernamaals. De middenplatonist Numenius verwees net als Apponius naar het idee dat de ziel het lichaam binnentreedt via het zaad, en vermeldt een rivier in Pherecydes' voorstelling van de onderwereld. De neoplatonist Porphyrius voegde daar 'hoeken, kuilen, grotten, deuren en poorten' aan toe waarlangs de zielen reizen. De Hades is een tussenstop in de tocht van de ziel. Tot slot meldde de redenaar Themistius dat Pherecydes net als Pythagoras doding als grote zonde beschouwde. Dit suggereert dat onzuivere daden in een volgend leven of na de dood moeten worden uitgeboet.
Pythagoras zou gedichten hebben gepubliceerd onder de naam van Orpheus, terwijl Pherecydes orfische poëzie had gebundeld. De theogonie van Pherecydes vertoont tot slot overeenkomsten met orfische theogonieën zoals de Rapsodies. Ook daarin komen oerslangen, het weven van een kosmisch gewaad en de eeuwige Tijd als god voor die schept met zijn eigen zaad door masturbatie. Vermoedelijk beïnvloedde Pherecydes de vroege orfici, maar sommige onderzoekers menen het tegenovergestelde.

### Oosterse kennis
Volgens de Suda onderwees Pherecydes zichzelf aan de hand van geheime Fenicische boeken. Dit gegeven is waarschijnlijk fictief, maar kan berusten op de overeenkomst tussen Pherecydes' denkbeelden en oosterse denkbeelden en motieven. In zijn Heptamychos beschrijft hij bijvoorbeeld een belangrijk gevecht in de vroegste tijd tussen Kronos en Ophioneus, en dit motief komt in het Midden-Oosten voor. De eeuwige tijd als god is eveneens Midden-Oosters.
Daarbij is Pherecydes in verband gebracht met het zoroastrisme, de Perzische godsdienst. Isidorus de gnosticus beweerde dat Pherecydes zijn allegorische werk baseerde op een 'profetie van Ham'. Ham is misschien Zoroaster, die vrij bekend was in de Griekse wereld van de late oudheid. Het kan zijn dat Isidorus misleid werd, omdat zoroastrische literatuur hellenistisch gekleurd was of omdat Pherecydes' werk erop van invloed was.

### Heptamychos
In de Suda staat dat Pherecydes een tiendelig boek schreef over kosmologie (leer van de werking van het heelal) en de geboorte en opeenvolging van goden, bekend onder de titels Zeven nissen (Heptamychos, Ἑπτάμυχος), Vermenging van de goden (Theokrasia, Θεοκρασία) en Theogonia (Theogonia, Θεογονία). Heptamychos is vermoedelijk de originele titel. Sommige onderzoekers nemen aan dat Heptamychos eigenlijk Pentamychos 'Vijf nissen' moet zijn. Damascius schreef namelijk: 'En Chronos maakte uit zijn eigen zaad vuur en wind [of adem] en water [...] waaruit, wanneer ze werden weggelegd in vijf nissen, talrijke nakomelingen van goden werden samengesteld, wat "van de vijf nissen" wordt genoemd, wat misschien hetzelfde is als zeggen "van vijf werelden".' Het werk gold als het eerste prozawerk, geschreven in het Ionische dialect van Syros en gepubliceerd halverwege het bewind van koning Darius (522-486 v.Chr.). De openingszin wordt gegeven door Diogenes Laërtius rond 200 n.Chr.:
'Zas [Zeus] en Chronos [de tijd] en Chthoniê [de aarde] waren er altijd. Chthoniê kreeg de naam Gê [aarde], omdat Zas haar gê als eergeschenk [géras] gaf.'
Twee fragmenten ervan uit de 3e eeuw n.Chr. zijn bewaard gebleven die midden in de tekst stonden. Ze vormen een eenheid en zijn als volgt:
| Oudgrieks | Vertaling | Vertaling Schibli | Vertaling Kirk & Raven |
| --- | --- | --- | --- |
| αὐτῶι ποιεῦσιν τά οἰκία πολλά τε καὶ μεγἀλα. ἐπεὶ δὲ ταῦτα ἐξετέλεσαν πάντα καὶ χρἡματα καὶ θεράποντας καὶ θεράπαίνας καὶ τἆλλα ὅσα δεῖ πάντα. ἐπεὶ δὴ πάντα ἑτοῖμα γίγνεται, τὸν γάμον ποιεῦσιν. κἀπειδὴ τρίτε ἡμέρη γίγνεται τῶι γάμωι, τότε Ζάς ποιεῖ φᾶρος μέγα τε καὶ καλόν, καὶ ἐν αὐτῶι ποικίλλει Γῆν καὶ ᾽Ωγενὸν καὶ τὰ ᾽Ωγενοῦ δώματα [...] | 'Ze maken voor hem veel en grote hallen, en zodra ze met alles klaar zijn – als de dingen en de dienaren en dienstmeiden en zoveel andere nodige zaken gereed zijn gemaakt – voltrekken ze het huwelijk. Op de derde dag van het huwelijk vervaardigt Zas een groot en mooi gewaad, en daarop beeldt hij Gê en Ogenos [Oceanus] en de verblijfplaatsen van Ogenos af [...]' | 'They make him many and large halls, and when they have accomplished everything – that is, when the goods and the attendants and serving-maids and as many other things as were necessary have been made ready – they perform the wedding. On the third day of the wedding Zas fashions a vast and beautiful robe, and on it he depicts Earth and Ocean and the dwelling places of Ocean [...]' | 'His halls they make for him, many and vast. And when they had accomplished all these, and the furniture and manservants and maid-servants and everything else necessary, when everything was ready, they hold the wedding. And on the third day of the wedding Zas makes a great and fair cloth and on it he decorates Gê and Ogenos and the halls of Ogenos. [..]' |
| [...] βουλόμενος γὰρ σεο τοὺς γάμους εἶναι τοὺτωι σε τιμέω. σὺ δέ μοι χαῖρε καὶ σύνισθι. ταῦτά φασιν ὰνακαλυπτήρια πρῶτον γενέσθαι, ἐκ τοὺτου δὲ ὁ νόμος ἐγένετο και θεοῖσι καὶ ἀνθρώποισιν. ἡ δέ μιν ἀμείβεται δεξαμένη εὑ τὸ φᾶρος [...] | '[...] "Omdat ik met je wens te huwen, bewijs ik je eer met dit [gewaad]. Verwelkom mij, en vorm een eenheid met mij." Het wordt gezegd dat dit de eerste ontsluiering van de bruid [anakalypteria] was. In deze gebeurtenis vindt het gebruik [van de ontsluiering] onder goden en mensen zijn oorsprong. En zij [Chthoniê] aanvaardde het gewaad en antwoordde hem [...]' | '[...] "Wishing marriage with you I honour you with this [robe]. Welcome me, and form a union with me." It is said that this was the first an akalypteria. From this event, the custom [of anakalypteria] originated among gods and men. And she accepted the robe and answered him [...]' | '[...]"for wishing marriages to be yours, I honour you with this. Hail to you, and be my consort." And this they say was the first anacalypteria: from this the custom arose both for gods and for men. And she replies, receiving from him the cloth [...]' |

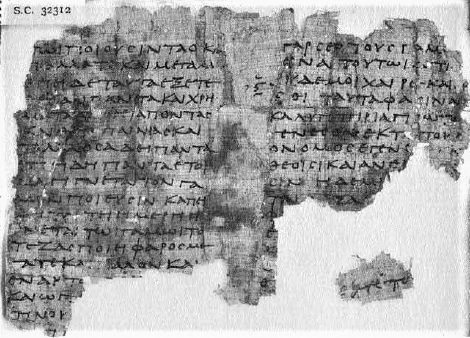
Grenfell-Hunt Papyrus, MS Gr. class. f. 48. Het papyrusfragment toont twee kolommen van Pherecydes' Heptamychos. Het fragment is geïdentificeerd dankzij een opmerking van Clemens van Alexandrië over de inhoud van Pherecydes' boek (Mengelwerk, VI, 9, 4): 'Pherecydes van Syros zegt: "Zas maakt een groot en mooi gewaad, en maakt de aarde en Ogenus erop, en het paleis van Ogenus".'

Pherecydes ontwikkelde een unieke, syncretistische theogonie met een nieuw beginstadium, waarin Zas, Chronos en Chthoniê de eerste goden waren die altijd al bestonden. Hiermee was hij waarschijnlijk de eerste. Er is geen schepping uit het niets (creatio ex nihilo). Het scheppingsverhaal is gebaseerd op etymologie, een nieuw begrip van de godheid Kronos als Chronos en het invoegen van een scheppergod (demiurg). Ook combineerde Pherecydes Griekse mythologie met niet-Griekse mythen en religies. In zijn benaderingswijze was hij volgens Aristoteles vernieuwend, omdat hij brak met de theologische traditie en mythologie combineerde met filosofie. Pherecydes' scheppingsverhaal moest dan ook rationeler en concreter zijn dan Hesiodos’ Theogonia. Die schreef namelijk dat eerst Chaos ontstond (genetos) zonder dit te verklaren, terwijl Zas, Chronos en Chthoniê eeuwig bestonden (êsan aeí). Het aannemen van een eeuwig grondbeginsel (archè) voor de kosmos was kenmerkend voor presocratische denkers.

#### Volgorde van het verhaal
De volgorde van Pherecydes' scheppingsmythe is als volgt. Allereerst zijn er de eeuwige goden Zas (Zeus), Chthoniê (Gê) en Chronos (Kronos). Vervolgens maakt Chronos met zijn zaad elementen in nissen in de aarde, waaruit andere goden voortkomen. Daarna volgt de driedaagse bruiloft van Zas en Chthoniê. Op de derde dag maakt Zas het gewaad van de wereld dat hij aan een gevleugelde eik hangt en aan Chthoniê schenkt. Daarop valt Ophioneus Kronos aan, die hem echter verslaat en Ogenos inwerpt. Het is echter onduidelijk of het gevecht plaats had voor het huwelijk van Zas en Chthoniê of erna. Ophioneus wordt Ogenos ingeworpen, en volgens de scheppingsallegorie ontstaat Ogenos pas tijdens het huwelijk. Misschien is Ogenos daarom een latere, hellenistische invoeging.
Ergens na zijn gevecht met Ophioneus wordt Kronos waarschijnlijk opgevolgd door Zas. Dit wordt geïmpliceerd doordat Zas/Zeus de goden uiteindelijk hun domein in de wereld toewijst. De harpijen gaan bijvoorbeeld Tartarus bewaken. Er is waarschijnlijk geen sprake van gewelddadige machtsovernames. Dat Kronos verdwijnt naar de achtergrond komt door zijn grote verhevenheid. Het argument daarvoor is dat Aristoteles Pherecydes als halve filosoof opvat doordat deze het filosofische Goede en Schone verbindt met het eerste, heersende principe (archè) van de theologen, en eeuwigheid is volgens Aristoteles verbonden met het goede. De drie oergoden zijn eeuwig, gelijkwaardig en geheel verantwoordelijk voor de wereldorde.

#### Etymologie en oorsprong

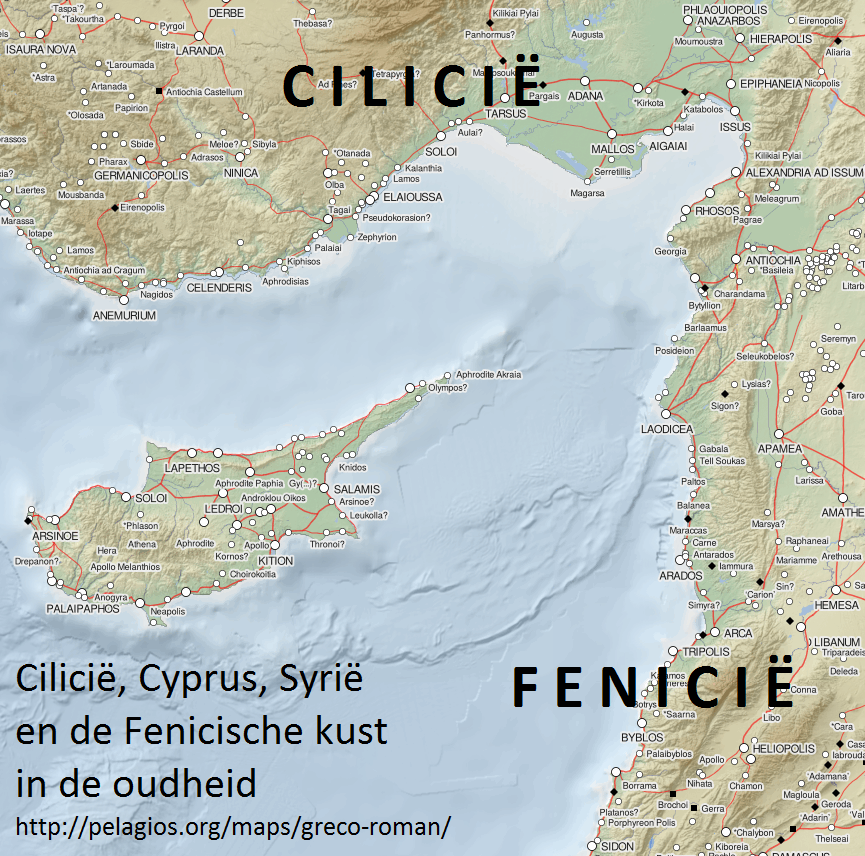
Het Luwische taalgebied lag in het noorden van Cilicië. Pherecydes zou niet alleen beïnvloed zijn door Cilicische godsdienst, maar ook door die van de Feniciërs.

Pherecydes interesseerde zich voor etymologie en woordassociaties. Zo associeerde hij chaos net als Thales met het oerelement water, vermoedelijk omdat hij het woord 'chaos' verbindt aan het werkwoord cheësthai, 'uitstromen', en omdat chaos een ongedefinieerde, wanordelijke toestand is. Door die benaderingswijze paste hij godennamen aan, hoewel Pherecydes zijn goden waarschijnlijk zag als traditionele godheden. Hij noemde Rhea bijvoorbeeld Rhê, vermoedelijk door associatie met rhein ‘(uit)stromen’. De gangbare namen waren in de 6e eeuw v.Chr. al traditioneel. Bovendien zijn de namen geen Grieks dialect. De reden voor afwijkende vormen is om ze te doen lijken op andere woorden en een oorspronkelijke vorm te construeren.
Zas (genitief: Zantos) lijkt op Zeus. Een verklaring is associatie met het voorvoegsel za- ‘zeer’, als in zatheos ‘zeer goddelijk’. Een alternatief is dat de hemelgod zo wordt verbonden met de aardgodin Gê. De Cypriotische vorm daarvan is namelijk Zã. Een derde interpretatie gaat uit van de genitieve vorm Zantos. Pherecydes' vader Babys was afkomstig van Cilicië, en daar kende men de Luwische god Šanta als Sandes en Sandon. De Hettieten identificeerden die als de hemelgod, en de Grieken als Zeus of Heracles. Op basis van Zeus en Sandon met hun associaties construeerde Pherecydes met Zas-Zantos dan een grondvorm.
De tijd als scheppende god Chronos was ongebruikelijk en is waarschijnlijk oosters. Fenicische mythen en het zoroastrisme hebben een vergoddelijkte Tijd (Zurvan) die eveneens zonder partner creëert met zijn zaad, maar de concrete vormgeving van de fysieke wereld overlaat aan een andere god. In latere Griekse poëzie komt Chronos (ook Aiōn genoemd) wel voor als personificatie. In sommige Pherecydes-fragmenten staat Kronos, niet Chronos. De associatie tussen beide figuren is niet traditioneel maar kan correct zijn. Volgens Hermias en Probus verbond Pherecydes Chronos namelijk wel met Kronos, wellicht op etymologische gronden. Na hem deden Pindarus en hellenistische orfici dit ook.
Chthoniê komt van chthôn ‘aarde’ en chthonios 'in/onder de aarde'. Het gaat om het onzichtbare deel van de donkere, primitieve aardmassa. Gê verwijst daarentegen naar het zichtbare, gedifferentieerde aardoppervlak. De rol van Chthoniê is gerelateerd aan mythen over Cybele in westelijk Anatolië. Herodotus gebruikt chthoniai theai als benaming voor Demeter (moeder aarde) en haar dochter Persephone. Pherecydes beschouwde Chthoniê vermoedelijk als 'moeder van de goden'.

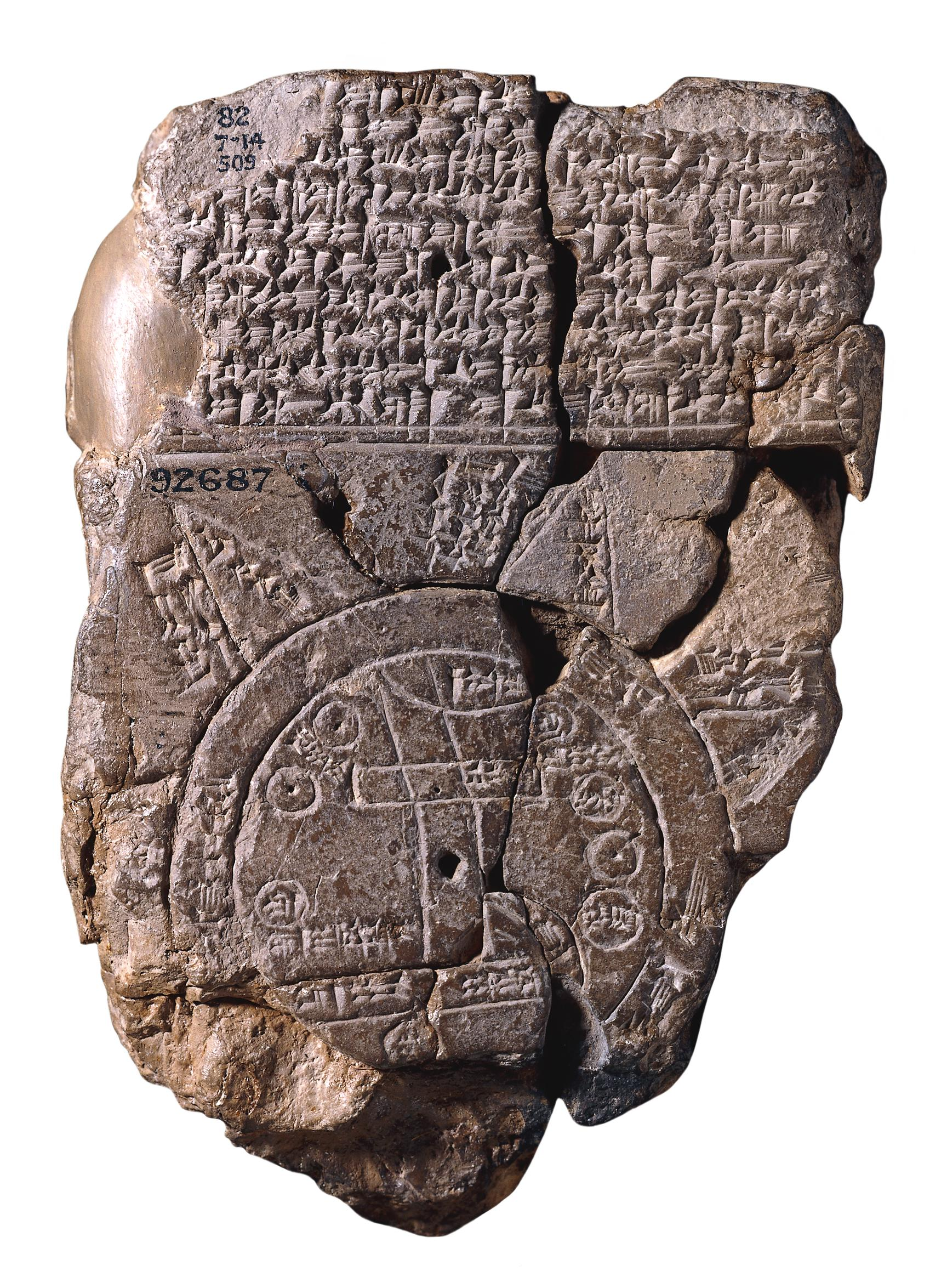
De Babylonische wereldkaart. Kleitablet bewaard in de British Museum (BM 92687).

Tot slot Ogenos, ‘Okeanos/Oceanus’. Deze niet-Griekse naam is verklaard met het Akkadische uginna ‘cirkel’, omdat Oceanus de aarde omcirkelt, of met het Aramese ôganâ 'basin' of ôgen 'rand/band/omzoming'. Deze oosterse invloed is verondersteld door aan te nemen dat Pherecydes een wereldkaart kende zoals de Babylonische wereldkaart, een kleitablet uit de 5e eeuw v.Chr. Hier ligt de oceaan namelijk als een cirkel om het land. Een tweede argument is de tekst daarbij, waarin gesproken wordt van 'de vernietigde goden die Marduk [de stormgod] vestigde binnenin de zee', waarna een lijst met monsters volgt. De niet-traditioneel Griekse 'verblijfplaatsen van Ogenos' (Ogenou dómata) zijn tot slot onderdelen van de aarde waarmee Chthoniê bekleed wordt, en lijken op de gebieden voorbij de oceaan op de Babylonische kaart.

#### Schepping door Chronos
De titels Penta-/Heptamychos en Theokrasia van het werk geven aan dat nissen (mychoi) en vermenging een belangrijk onderdeel zijn van het scheppingsverhaal. Volgens Porphyrius kwamen er dan ook allerlei grotten en poorten in voor. In de klassieke oudheid werden grotten verbonden met seksualiteit en geboorte. De nissen zijn hier echter geen stenen grotten in bergen, omdat de wereld nog moet worden vormgegeven. Ze zijn holten in de nog primitieve, ongedifferentieerde aardmassa. In een vroeg stadium creëert Chronos met zijn zaad de drie elementen vuur, lucht (pneuma) en water. Het element aarde bestond al met Chthoniê. Warmte, vochtigheid en 'luchtigheid' waren volgens de Griekse geneeskunde drie eigenschappen van zaad, en door die principes ontwikkelde het embryo zich.
De eerste schepping is een daad van ordening in de kosmos middels nissen en opdeling van de wereld. Die schepping valt samen met de tweedelingen eeuwigheid–tijdelijkheid en zijn–wording. Chronos moet uit de eeuwigheid stappen om te scheppen, en schepping betekent wording. Later gebruikte ook Plato het onderscheid tussen eeuwig zijn en tijdelijke wording. Als er vijf nissen waren in het verhaal, dan corresponderen die met de vijf delen (moirai) van de kosmos: de zee, onderwereld en hemel (de homerische driedeling), plus de aarde en de Olympus. Daarom noemt Damascius de vijf nissen 'vijf werelden' en vermeldt de Suda de alternatieve titel Pentamychos.
Volgens classicus Hermann S. Schibli identificeerde Pherecydes eerst vijf nissen (mychoi). Zodra Chronos die vult om te scheppen, veranderen ze in de vijf kosmische regio's (moirai) Uranus ('hemel'), Tartarus, Chaos, Ether/Aer ('lucht') en Nyx ('nacht'). De eerste drie begrippen zijn traditioneel en komen voor in de Pherecydesfragmenten (bijvoorbeeld fragment DK 7 B4 beneden). Ether en Nyx golden ook als vroege scheppingen bij onder anderen Epimenides en orfici zoals Musaeus. Dichters als Probus en Hermias stelden Pherecydes' Zas bijvoorbeeld gelijk met Ether. Zeus is de Griekse hemelgod, dus Zas kreeg Ether waarschijnlijk als zijn domein. De titel Heptamychos in de Suda wordt overigens verklaard door Gê en Ogenos mee te tellen (hepta = zeven). Pherecydes schrijft namelijk dat Tartarus beneden de aarde (gê) ligt, zodat gê dus als een aparte regio kon worden gezien.
| Nissen (mychoi) |   | Gebieden (moirai) | Corresponderende goden                   |
| --------------- | - | ----------------- | ---------------------------------------- |
| 1               | → | Uranus            | Chronos/Kronos                           |
| 2               | → | Ether/Aer         | Zas/Zeus                                 |
| 3               | → | Aarde             | Gê                                       |
| 4               | → | Ogenos            | Ophioneus en de ophionidae               |
| 5               | → | Tartarus          | windgoden en -godinnen zoals de Harpijen |
| 6               | → | Chaos             | ?                                        |
| 7               | → | Nyx               | goden van de onderwereld                 |

Vuur, lucht en water worden door Chronos in de nissen geplaatst en vermengd (krasis). Het mengen van elementen in vijf nissen heeft alleen zin als die mengsels in verschillende verhoudingen zijn. In tegenstelling tot de 5e-eeuwse natuurfilosofie wordt uit de mengsels niet de wereld geschapen, maar een tweede generatie goden (theokrasia), waaronder Ophioneus. De gevormde goden ontlenen hun karakteristieken aan het dominante element in elk mengsel en verbinden hen mogelijk aan de vijf regio's.

De elementen kunnen ook een latere, stoïsche herinterpretatie van de tekst zijn, omdat de elementen, met name lucht/pneuma, anachronistisch lijken en passen binnen aristotelische en stoïsche fysiologie. Dat betekent dat Chronos' zaad direct de nissen ingaat. Die voorstelling is mogelijk, omdat in een scholium bij de Ilias bijvoorbeeld staat dat Chronos twee eieren met zijn zaad insmeerde en meegaf aan Hera. Zij moest de eieren ondergronds (kata gês) bewaren, zodat Typhon werd geboren, de vijand van Zeus. Typhon is een parallel van Pherecydes’ slangachtige god Ophioneus.

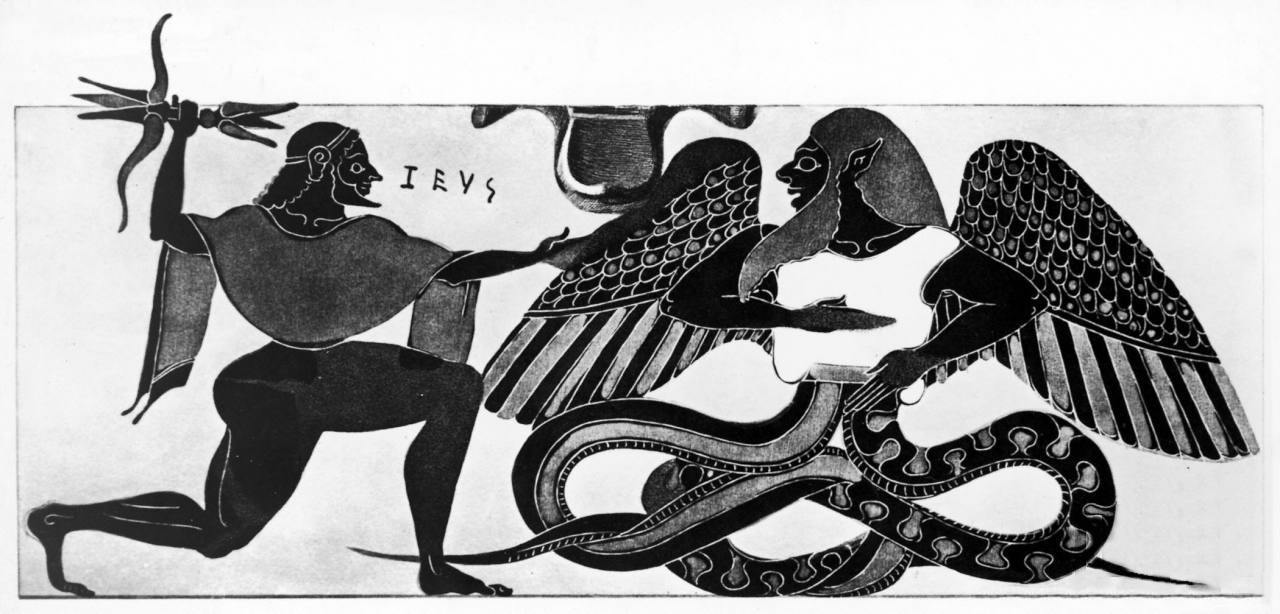
De strijd tussen de storm- en hemelgod en de draak Typhon wordt beschreven door Hesiodus in zijn Theogonia. De mythe komt overeen met de strijd die Pherecydes beschrijft. Het motief is echter wijdverbreid en kent oosterse parallellen, zoals Marduk-Tiamat en Teshub-Illuyankas.

#### Strijd tussen Kronos en Ophioneus
Pherecydes beschreef een gevecht tussen Kronos en Ophioneus dat lijkt op dat van Zeus en Typhon in Hesiodus' oudere Theogonia. Het gevecht is beschreven door Celsus (fragment DK 7 B4):
'Pherecydes vertelde de mythe dat leger werd opgesteld tegenover leger, en hij vermeldde Kronos als leider van het ene, Ophioneus van het andere, en hij verhaalde over hun uitdagingen en worstelingen, en dat zij overeenkwamen dat degene die in Ogenos viel, de verliezer was, terwijl zij die hen eruit wierpen en overwonnen de hemel zouden bezitten'. 
Chronos is hier Kronos geworden. Vermoedelijk heeft Zas als prominente tweede schepper ook deel aan het gevecht, waarna hij Zeus wordt. Ophioneus bestond niet sinds het begin maar werd geboren en had zelf nageslacht (Ophionidai). Hij is slangachtig, omdat zijn naam is afgeleid van ophis 'slang'. Traditioneel gold Gaia (Gê) als moeder van Typhon, en wellicht is Chthoniê/Gê hier de moeder van Ophioneus. Die kan Ophioneus in haar eentje hebben voortgebracht in de Tartarus, de grot onder de aarde. Anders is de vader misschien Chronos, omdat zijn zaad de nissen van de aarde ingaat.
De inzet van de strijd is kosmische opperheerschappij en doet denken aan de Titanomachie en Gigantomachie uit de traditionele theogonie, waarin de opeenvolgende conflicten tussen goden worden beschreven met de huidige wereldorde als resultaat. In Pherecydes' kosmogonie wordt echter geen aanvankelijke chaos of tirannie overwonnen die wordt gevolgd door het instellen van een nieuwe orde. De scheppende goden zijn eeuwig en gelijkwaardig. Hun orde wordt tijdelijk bedreigd door Ophioneus, maar die dreiging wordt een (her)bevestiging van de goddelijke orde, met Kronos als eerste koning. Het gevecht is tevens etiologisch, want het verklaarde de mythen over oude zeemonsters in zowel Griekenland als Klein-Azië en het Midden-Oosten.

#### Huwelijk tussen Zas en Chthoniê

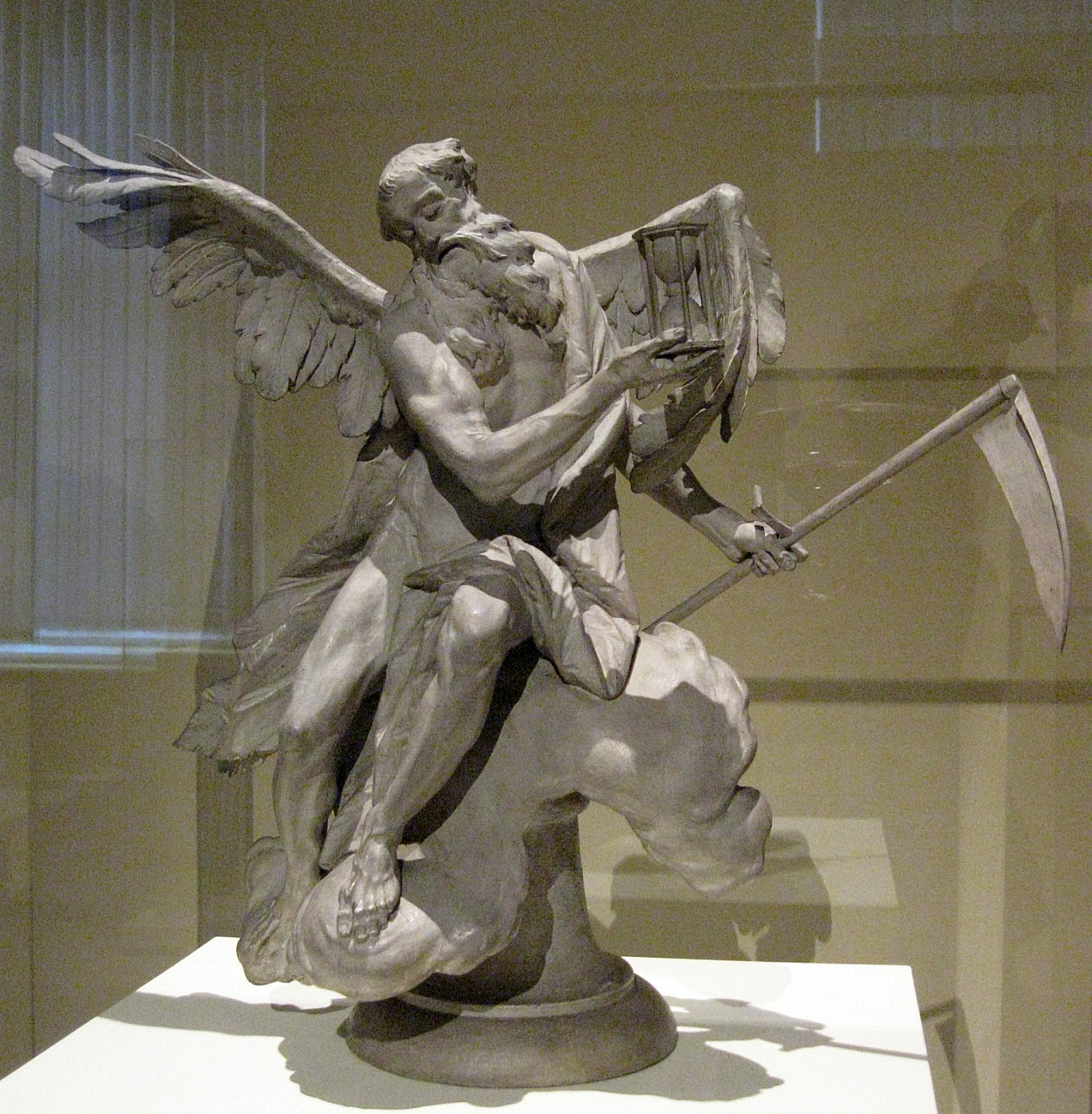
Chronos is de personificatie van de tijd. Dit was niet traditioneel Grieks en komt voor het eerst voor bij Pherecydes. Er zijn oosterse parallellen, en later zouden ook de orfici de Tijd als god beschouwen. Het beeld is van Ignaz Günther, circa 1765-75.

Het is goed mogelijk dat het oertrio in de loop van de theogonie verandert in de traditionele Zeus, Kronos en Hera. Zulke veranderingen hebben orfische parallellen: Rhea is Demeter nadat ze Zeus' moeder wordt, en Phanes wordt tegelijk Zeus en Eros. Bij Pherecydes wordt Chthoniê door het huwelijk Gê, waarna ze de beschermster van het huwelijk is, en dat was traditioneel het domein van Hera. Hera wordt in sommige bronnen ook verbonden met de aarde.
Het huwelijk is een eenwording (hieros gamos) waarbij Zas het gewaad (pharos) vervaardigt met daarop Gê en Ogenos afgebeeld. Dit is een allegorie voor de scheppingshandelingen (mellonta dêmiourgein). Zas is een demiurg en schept door in Eros te veranderen. Het gewaad is een bekleding, namelijk van Chthoniê, de aardmassa, waarmee ze dus het gevarieerde aardoppervlak en de omcirkelende oceaan als haar domein krijgt. Tevens is het huwelijk etiologisch, want het verklaart de oorsprong van de rituele ontsluiering van de bruid (anakalypteria). Door het kleed wordt Chthoniê aanschouwelijk en levend. Zij is de basismaterie, maar Gê is daar de vorm van.
Het gewaad hangt bij de schenking aan een gevleugelde eik. Dit beeld is uniek en heeft verschillende interpretaties. De robuuste eik was traditioneel gewijd aan Zeus en duidt hier vermoedelijk op de solide structuur en fundering van de aarde. De wortels en takken ondersteunen het aardoppervlak. Daaronder ligt de Tartarus, en volgens Hesiodus groeien daarboven 'de wortels van de aarde en de onvruchtbare zee'. Pherecydes volgde deze archaïsche voorstelling na. De vleugels verwijzen naar de breed uitgestrekte takken van de eik. Daarover hangt het kleed, dat zodoende als aardoppervlak zowel glad als gevarieerd is van vorm.
Het gewaad als mythisch beeld voor het aardoppervlak komt ook voor in enkele orfische teksten. In de Rapsodies is Persephone een rijk gewaad aan het weven dat de kosmos voorstelt, totdat ze door Hades wordt weggevoerd naar de onderwereld. Verder is van een orfisch gedicht de titel Gewaad bewaard gebleven, waarin volgens Epigenes de schering en inslag het ploegen en zaaien van de aarde symboliseren. De zegswijze 'Het aardoppervlak is het gewaad van Persephone' is tot slot in de stijl van vroege pythagoreeërs, die uitspraken kenden als 'tranen van Zeus' voor regen en 'De zee is de traan van Kronos'.
De mythische beelden van de boom als aardse structuur en een gewaad als geschenk bij het huwelijk hebben Griekse, cultische tegenhangers. Zo kende men in Plataeae het Daedalafestival, waarbij een eik werd omgehakt om er een beeld van een meisje van te maken dat gekleed werd als bruid. Zeus schonk aan Korè Sicilië of Thebe, terwijl Cadmus een gewaad aan Harmonia schenkt. Toch zijn de beelden wellicht oosters in oorsprong. Er bestaan Mesopotamische parallellen van het paleis met een complex van ruimtes dat voor de bruid en bruidegom wordt gebouwd. Ook zijn er mythen zoals die waarin Anu de hemel als zijn deel neemt, waarop Enlil de aarde neemt en dat als bruidsschat geeft aan Ereshkigal, 'meesteres van de grote diepte' (chthoniê).

#### Overeenkomsten met andere scheppingsmythen
Er bestaan parallellen tussen Pherecydes' kosmogonie en orfische, zoroastrische, Fenicische en Indiase kosmogonieën.
| Pherecydes                                                         | orfisch | Iraans | Fenicisch                                              | Indiaas                                        |
| ------------------------------------------------------------------ | --- | --- | ------------------------------------------------------ | ---------------------------------------------- |
| Eeuwige Tijd als god.                                              | Eeuwige Tijd als god. | Eeuwige Tijd als god. | Eeuwige Tijd als god.                                  | Eeuwige Tijd als god.                          |
| -                                                                  | Epitheton 'niet verouderende' voor Tijd.                                                                                      | Epitheton 'niet verouderende' voor Tijd.                                                                                      | -                                                      | -                                              |
| Uit zichzelf maakt Chronos elementen middels de aarde.             | Uit de ether maakt Chronos een glanzend ei.                                                                                   | Uit hemels licht maakt de zoon van de Tijd, Ohrmazd (Ahura Mazda), een helder, rond maar vochtig vuur. Dit vuur wordt een ei. | Uit zichzelf maakt de Tijd een ei en Chusor (demiurg). | Tijd maakt de stralende scheppergod Prajapati. |
| Uit de elementen ontstaan andere goden.                            | Het ei breekt en vormt hemel en aarde. Uit het ei verschijnt tevens de stralende hermafrodiete god Phanes, identiek aan Eros. | De schaal van het ei vormt de hemel, en het binnenste is de wereld.                                                           | Chusor breekt het ei en maakt er hemel en aarde van.   | -                                              |
| Zas (demiurg) verandert in Eros en vormt de details van de wereld. | Phanes vormt de details van de wereld.                                                                                        | - | -                                                      | Prajapati maakt aarde, zee en hemel.           |
| -                                                                  | - | De broer van Ohrmazd, Ahriman (Angra Mainyu), schept al de kwade dingen in de wereld.                                         | -                                                      | -                                              |

Volgens classicus Martin L. West hebben deze mythen een gezamenlijke bron die zijn oorsprong in de Levant heeft. De grondvorm is als volgt. In het begin is er geen hemel en geen aarde, maar een onbegrensde afgrond van water, gehuld in diepe duisternis. Deze toestand bestaat eeuwenlang. Dan bedrijft de hermafrodiete en eeuwige Tijd de liefde met zichzelf. Zo brengt hij een ei voort. Uit dat ei verschijnt een stralende scheppergod, die er hemel en aarde van maakte.

## Invloed
Pherecydes droeg met de ontkenning van ontstaan uit het niets en met de beschrijving van de vermenging van drie elementen bij aan de presocratische natuurfilosofie. Vermenging (krasis) speelt een rol in latere kosmologieën, zoals die van Anaxagoras, Plato (Timaeus) en het orfische dichtwerk Krater (toegeschreven aan de pythagoreeër Zopyrus). De strijd tussen Kronos en Ophioneus was van invloed op de Bibliotheca van pseudo-Apollodorus, die zich baseerde op diverse voorgaande theogonieën, zoals die van Hesiodus en de orfici. Het verhaal was tevens een bron voor de Argonautica van Apollonius van Rhodos, waarin Orpheus zingt over Ophion en Eurynome die van de troon werden gestoten door Kronos en Rhea. Tot slot is de associatie van Kronos met Chronos door de Grieken vermoedelijk terug te voeren op Pherecydes.

## Edities
- H. Diels (red.), Die Fragmente der Vorsokratiker. Griechisch und Deutsch, deel 2, Berlijn: Weidmannsch, 19224, blz. 198-204.
- G.S. Kirk & J.E. Raven (red.), The Presocratic Philosophers. A Critical History with a Selection of Texts, Cambridge: Cambridge University Press, 1975 (1957).
- H. Schibli (red.), Pherekydes of Syros, Oxford: Clarendon Press, 1990.
- F.G. Sturz (red.), Pherecydis Fragmenta, Leipzig: Cnoblochius, 1824.